# NGC 3826
NGC 3826 је елиптична галаксија у сазвежђу Лав која се налази на NGC листи објеката дубоког неба.
Деклинација објекта је + 26° 29' 21" а ректасцензија 11h 42m 32,9s. Привидна величина (магнитуда) објекта NGC 3826 износи 13,3 а фотографска магнитуда 14,3. NGC 3826 је још познат и под ознакама NGC 3830, UGC 6671, MCG 5-28-18, CGCG 157-18, PGC 36359.